# Gómez Farías
Gómez Farías é um município do estado de Jalisco, no México.
Em 2005, o município possuía um total de 12.120 habitantes.